# Варягов, Николай Петрович
Николай Петрович Варягов (1924—1995) — советский военный деятель, артиллерист, Герой Советского Союза (1945).

## Биография
Родился в семье крестьянина. Член ВКП(б)/КПСС с 1943 года. Рано остался без родителей. Жил и учился в Духовщинском и Краснинском детских домах. Окончил неполную среднюю школу.

### Участие в Великой Отечественной войне и подвиг
В 1941 году ушёл добровольцем в Красную Армию.
В 1942 году окончил ускоренный курс Смоленского артиллерийского училища (город Ирбит Свердловской области).
С февраля 1942 года сражается на фронтах.
29-30 апреля 1945 года артиллерийская батарея под командованием старшего лейтенанта Варягова занимала позиции в районе населённого пункта Куммерсдорф. В бою с прорывавшими на запад гитлеровскими частями артиллеристы уничтожили 4 зенитные установки, 2 танка, штурмовое орудие, 4 бронетранспортёра, более 270 солдат и офицеров. Командир батареи с группой бойцов отбил атаку на штаб полка, попавший в окружение.
Указом Президиума Верховного Совета СССР от 27 июня 1945 года за образцовое выполнение заданий командования и проявленные мужество и героизм в боях с немецко-фашистскими захватчиками старшему лейтенанту Николаю Петровичу Варягову присвоено звание Героя Советского Союза с вручением ордена Ленина и медали «Золотая Звезда».

### После войны
После войны продолжал службу в армии.
В 1946 году окончил Высшую офицерскую артиллерийскую школу
в 1954 году — Военную академию имени М. В. Фрунзе
В 1967 году — Высшие академические курсы.
С апреля 1961 года служил в Ракетных войсках стратегического назначения на должностях командира ракетного полка, начальника штаба ракетной дивизии, заместителя начальника отдела боевой подготовки ракетного корпуса.
С ноября 1972 года — в системе Гражданской обороны. Окончил службу в должности начальника Штаба гражданской обороны Московской области.
С декабря 1987 года генерал-майор Варягов в запасе.
Умер 9 августа 1995 года. Похоронен на Троекуровском кладбище в г. Москва.

## Награды
- Герой Советского Союза (медаль № 8612)
- Орден Ленина
- Два ордена Отечественной войны I степени
- ордена Отечественной войны II степени
- Два ордена Красной Звезды
- Орден «Знак Почёта»
- медали